# بولعوان
بولعوان هي بلدة مغربية ومركز جماعة بولعوان القروية التابعة لإقليم الجديدة. بلغ عدد سكان الجماعة 14،404 نسمة (إحصاء 2004).

## دواوير الجماعة
- دوّار الحيرش
- دوار العناترة